# لوري أبراهامز
لوري أبراهامز (بالإنجليزية: Laurie Abrahams)‏ (3 أبريل 1953 بلندن في المملكة المتحدة - ) هو لاعب كرة قدم بريطاني في مركز الهجوم. لعب مع تشارلتون أثلتيك ونيويورك كوسموس وجاكسونفيل تي من ‏ وMelbourne Knights FC ‏ وكاليفورنيا سيرف ‏ وسانت لويس ستارز ونادي غوادالاخارا (نادي كرة قدم) وتلسا رافنكس ونيوإنغلند تي من ‏ وكنساس سيتي كومتس ‏ وويتشاتا وينغز ‏.

## وصلات خارجية
- لوري أبراهامز على موقع قاعدة بيانات كرة القدم.إي يو (الإنجليزية)